# Gölle
Gölle là một thị trấn thuộc hạt Somogy, Hungary. Thị trấn này có diện tích 44,69 km², dân số năm 2010 là 967 người, mật độ 22 người/km².